# Ataque al ARA Alférez Sobral
El ataque al aviso ARA Alférez Sobral de la Armada Argentina tuvo lugar el 3 de mayo de 1982 durante la guerra de las Malvinas. Un grupo de helicópteros británicos, basados en los destructores HMS Glasgow y HMS Coventry de la Marina Real británica, atacó con misiles Sea Skua al aviso argentino, el cual quedó dañado gravemente con ocho muertos, incluido su comandante.

## Antecedentes
El aviso ARA Alférez Sobral de la Armada Argentina componía la Fuerza de Tareas de Búsqueda y Rescate o simplemente Fuerza de Tareas 50 (FT 50). Su comandante era el capitán de corbeta Sergio Raúl Gómez Roca. Su 2.º comandante era el teniente de navío Sergio Bazán. La tripulación era de 49 marinos.
En el llamado bautismo de fuego de la Fuerza Aérea Argentina del 1 de mayo un bombardero Canberra BMK-62 de la Fuerza Aérea Sur había caído derribado por un avión enemigo. Los dos tripulantes se habían eyectado. El Comando de la Fuerza de Tareas 50 ordenó al ARA Alférez Sobral buscar y rescatar a los aviadores.
Mientras tanto, el hundimiento del ARA General Belgrano estaba ocurriendo.

## Ataque
El 2 de mayo a las 23:49 horas el Alférez Sobral comunicó que era sobrevolado por un helicóptero oscuro. Se trataba de un helicóptero SH-3 Sea King del Escuadrón Aéreo Naval 826 a cargo del capitán de corbeta Chandler. La aeronave británica efectuó tres pasadas sobre el barco argentino para reconocerlo y se alejó.
El comando británico, informado de la novedad, envió helicópteros Sea Lynx armados de misiles Sea Skua. Los helicópteros partieron de los destructores HMS Glasgow y HMS Coventry.
La FT 50 recibió la información del sobrevuelo a las 00:08 horas, ordenando al Alférez Sobral abandonar la búsqueda y regresar. El buque no recibió nunca el mensaje, debido a los daños que sufriría.
El primer Sea Lynx arribó sobre el ARA Alférez Sobral a las 00:25. Un minuto después el aviso argentino abrió fuego de calibre 40 mm y apagó sus luces. El helicóptero británico realizó maniobras evasivas y se alejó. A las 00:27 la FT 50 tomó conocimiento de lo ocurrido.
El Sea Lynx se dispuso fuera del alcance del arma del ARA Alférez Sobral. Entonces procedió posicionándose y disparando dos Sea Skua. Uno impactó en la banda de estribor del buque, destruyéndola y dejando al buque sin comunicaciones. El otro rebasó al buque por arriba perdiéndose.
Ante el ataque, el capitán de corbeta Gómez Roca ordenó disparar en la dirección de donde provinieron los misiles. Advirtiendo que los helicópteros estaban fuera del alcance dio contraorden. El oficial dispuso también el recorrido del buque para evaluar los daños y el desalojo de los lugares expuestos. Así fue que en el puente de comando quedó el personal indispensable.
Mientras tanto el otro Sea Lynx se aproximó y disparó dos misiles a las 01:20. Ambos pegaron en el puente de comando y la radio. El comandante Gómez Roca y siete tripulantes murieron en el acto.
A las 01:30 el comandante de la FT 50, capitán de navío Héctor Martini, envió al Alférez Sobral la orden de recalar en la isla de los Gansos Salvajes al noroeste de la isla Gran Malvina.
El 2.º comandante del ARA Alférez Sobral, teniente de navío Sergio Bazán, asumió el mando y puso rumbo general norte para escapar.

## Caídos en acción
Los militares muertos fueron:
- Capitán de corbeta Sergio Raúl Gómez Roca
- Guardiamarina Claudio Olivieri
- Cabo principal Mario Alancay
- Cabo segundo Daniel Tonina
- Cabo segundo Sergio Medina
- Cabo segundo Ernesto del Monte
- Marinero Héctor Dufrechou
- Conscripto Roberto D’errico